# Иванов, Виктор Васильевич (дипломат)
Ви́ктор Васи́льевич Ивано́в (28 октября 1937, Донецк, УССР, СССР — 16 декабря 2013, Москва, Россия) — советский, российский дипломат. Чрезвычайный и полномочный посол (1998).

## Биография
В 1967 году окончил Московский государственный педагогический институт иностранных языков имени М. Тореза и в 1973 году — Дипломатическую академию МИД СССР.
Занимал ответственные посты в центральном аппарате МИД — заместитель директора Второго департамента Азии, посол по особым поручениям; за рубежом — советник Посольства СССР в Малайзии, советник-посланник Посольства СССР/Российской Федерации в Республике Филиппины.
С 25 июня 1996 по 9 апреля 2001 года — чрезвычайный и полномочный посол Российской Федерации в Социалистической Республике Вьетнам.

## Награды и звания
- Орден «Знак Почёта» (1980)
- Почётный работник Министерства иностранных дел Российской Федерации (2002)
- Медали

## Дипломатический ранг
- Чрезвычайный и полномочный посланник 1 класса (4 октября 1996)[3]
- Чрезвычайный и полномочный посол (17 апреля 1998)[4]